# Фізешть
Фізешть, Фізешті (рум. Fizești) — село у повіті Хунедоара в Румунії. Входить до складу комуни Пуй.
Село розташоване на відстані 266 км на північний захід від Бухареста, 39 км на південь від Деви, 142 км на південь від Клуж-Напоки, 146 км на схід від Тімішоари, 146 км на північний захід від Крайови.

## Населення
За даними перепису населення 2002 року у селі проживали 419 осіб, усі — румуни. Усі жителі села рідною мовою назвали румунську.